# Muchachos, la película de la gente
Muchachos, la película de la gente o Muchachos és una pel·lícula documental argentina de 2023 dirigida i escrita per Jesús Braceras, basada en un conte original de Hernán Casciari i narrada per Guillermo Francella. La pel·lícula relata el desenvolupament de la Copa del Món de Futbol de 2022, el triomf de la selecció argentina liderada Lionel Messi, i els massius festejos populars que va generar l'obtenció del seu tercer títol.
La pel·lícula va ser estrenada el 7 de desembre de 2023 a l'Argentina, convertint-se en el documental més vist en sales de la història argentina.

## Descripció
Des de Chañar Ladeado a Londres, de Tupungato a Pequín; des dels carrers silenciosos dels pobles de l'Argentina fins als sorollosos estadis de Qatar, Muchachos, la película de la gente mostra històries de llàgrimes, passió i glòria d'un país que somiava amb la tercera copa. Entrellaça imatges de cada partit amb una cataracta de vídeos de seguidors vivint cada acció en primera persona.
Per a aconseguir aquesta construcció, Eddie Fitte, el productor creatiu de la pel·lícula, va destacar al moment d'iniciar la campanya de convocatòria que com «el partit no sols es juga en la pista, es juga en cada càbala, en cada ritual que es va seguir rigorosament» s'anaven a buscar aquelles gravacions de reaccions populars.Al costat de Fernando Mántaras, soci creatiu de Fitte, es van ocupar de trobar un angle nou des del qual contar la història. El desenvolupament total del projecte va constar de només 5 mesos. La producció creativa es va ocupar de "donar-li una estructura al relat treballant braç a braç amb el guionista, buscar el material de la gent i seleccionar el de la FIFA".
Aquesta producció convida als espectadors a submergir-se en el cor dels afeccionats argentins i tornar a sofrir, riure, plorar i reviure els set partits de la Copa i els seus festejos, per primera vegada a la pantalla gran. Compta a més amb vídeos inèdits proporcionats per la FIFA, material audiovisual generat per seguidors de la selecció argentina i celebritats d'Internet que van poder gaudir del torneig des dels imponents estadis de Qatar.

## Recepció
Segons el crític especialitzat Diego Battle, el documental resulta «un trencaclosques, un patchwork, una mirada caleidoscópica i una construcció coral sobre una gesta, una èpica dins i fora de la pista. La reconstrucció de la història d'un triomf esportiu, però sobretot d'un alleujament nacional en temps en què els èxits i els motius per a la comunió social precisament no abunden».
Segons descriu el periodista Matías Reynoso, l'autodenominada «pel·lícula de la gent és sense dubtes un esdeveniment cinematogràfic. Una rondalla que neix des de l'esquerrana màgica de Lionel Messi i conclou en l'esperada consagració d'un país tan futboler com sofert».

## Premis i nominacions
| Premi      | Data de l'esdeveniment | Categoria                    | Resultat | Ref.   |
| ---------- | ---------------------- | ---------------------------- | -------- | ------ |
| Premis Sur | 26 de agosto de 2024   | Millor pel·lícula documental | Nominat  | [ 11 ] |
| Premis Sur | 26 de agosto de 2024   | Millor muntatge              | Nominat  | [ 11 ] |